# 隱雀鯛
隱雀鯛（學名：Pomacentrus adelus），是輻鰭魚綱鱸形目雀鯛科雀鯛屬的其中一種，分布於西太平洋安達曼海到萬那度,北至菲律賓, 南至澳洲北部與新喀里多尼亞海域，深度2至8公尺，本魚體呈橢圓形而側扁，吻短而鈍圓，具頷齒，體被櫛鱗，幼魚體深褐色，背鰭軟條部具一黑色眼狀斑，成魚體淡褐色，腹鰭、尾鰭及背鰭軟條部淡黃色，背鰭硬棘13枚、背鰭軟條14-15枚、臀鰭硬棘2枚、臀鰭軟條14-15枚，體長可達8.5公分，棲息在潟湖及珊瑚礁區，以浮游生物為食，繁殖期時成對出現，雄魚會守護卵直到孵化，生活習性不明。